# Neftçala
Neftçala è una città dell'Azerbaigian, capoluogo dell'omonimo distretto.